# Bolboceratops rosaedicatus
Bolboceratops rosaedicatus är en skalbaggsart som beskrevs av Carpaneto och Mignani 1988. Bolboceratops rosaedicatus ingår i släktet Bolboceratops och familjen Bolboceratidae. Inga underarter finns listade.